# Działa Navarony (film)
Działa Navarony (tytuł oryg. The Guns of Navarone) – amerykańsko-brytyjski film przygodowo-wojenny z 1961 w reżyserii J. Lee Thompsona. Scenariusz autorstwa Carla Foremana powstał na podstawie powieści Alistaira MacLeana o tym samym tytule (1957).

## Opis fabuły
Akcja rozgrywa się podczas II wojny światowej. Grupa komandosów, pod dowództwem majora Franklina i kapitana Mallory’ego, ma za zadanie zniszczenie potężnych niemieckich dział. Strzegą one przejścia przez cieśninę między greckimi wyspami Navarona i Maidos. Ich niszczycielska siła uniemożliwia ewakuację ludności cywilnej i alianckiego oddziału z wyspy Keros, którą planują zająć Niemcy. Komandosi lądują na południowym, niestrzeżonym cyplu Navarony i nawiązują kontakt z partyzantami. Wpadają jednak w ręce Niemców, co oznacza, że ktoś w ich grupie jest zdrajcą.
Sceny przedstawiające fortecę były kręcone w jednej z zatok (zatoka Quinna) na wyspie Rodos, nazwanej później na cześć jednego z aktorów grających w filmie. Skała zamykająca zatokę po dodaniu efektów specjalnych stała się miejscem, w którym znajdowała się działobitnia.

## Obsada
- Gregory Peck – kapitan Keith Mallory
- David Niven – kapral John Anthony Miller
- Anthony Quinn – pułkownik Andreas Stavros
- Stanley Baker – szeregowy „Butcher” Brown
- Anthony Quayle – major Roy Franklin
- James Darren – szeregowy Spyros Pappadimos
- Irene Papas – Maria Pappadimos
- Gia Scala – Anna
- James Robertson Justice – komandor Jensen / narrator
- Richard Harris – Howard Barnsby
- Bryan Forbes – Cohn
- Allan Cuthbertson – Baker
- Michael Trubshawe – Weaver

## Nagrody
19. ceremonia wręczenia Złotych Globów
- najlepszy film dramatyczny
- najlepsza muzyka filmowa – Dimitri Tiomkin

34. ceremonia wręczenia Oscarów
- najlepsze efekty specjalne – Bill Warington, Chris Greenham